# Lampsacus

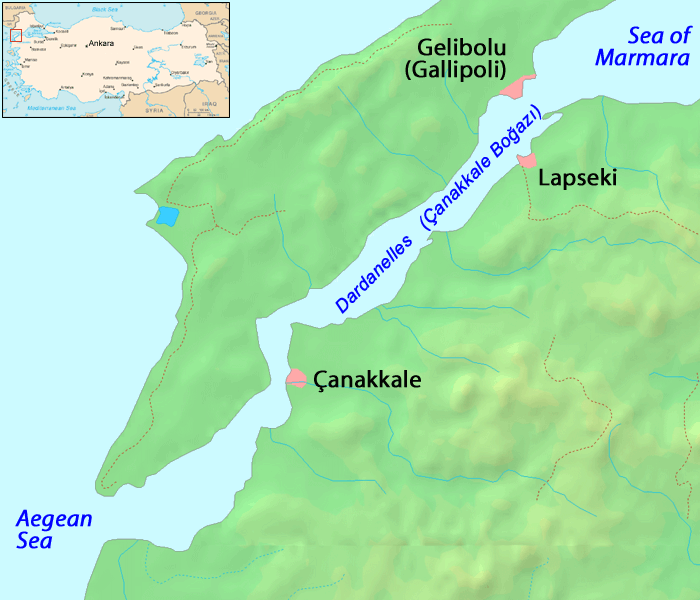
Ligging van Lampsacus (Lapseki).

Lampsacus is een stad uit de Griekse oudheid aan de oostzijde van de Hellespont. Tegenwoordig heet de stad Lapseki.

## Geschiedenis
Oorspronkelijk heette Lampsacus Pityasa of Pityussa toen zij door Phocaea werd gesticht. Volgens de van Pomponius Mela overgeleverde legende verkreeg de stad haar naam toen een orakel op de vraag waar de stad gesticht moest worden antwoordde: Daar waar het gebliksemd (in Grieks lampein) heeft. In de begintijd is Lampsacus in diverse grensconflicten verwikkeld, o.a. met Milete en de Thracische Miltiades, die volgens Herodotus oorlog met Lampsacus voerde. Miltiades werd door de lampsaciërs in een hinderlaag gelokt en gevangengenomen en pas na dreigementen van koning Croesus weer vrijgelaten.
In de zesde eeuw v.Chr. werd Lampsacus achtereenvolgens door Lydië en het Perzische rijk veroverd.  Hoewel de stad formeel onder het Perzische rijk viel werd zij door een van haar eigen burgers geregeerd, Hippoklos, wiens zoon Aeantides een dochter van Peisistratos trouwde. In 471 v.Chr wees Artaxerxes de stad aan Themistocles toe, onder de verplichting de Perzische koning de rest van zijn leven van haar beroemde wijn te voorzien.
Lampsacus werd na de Slag bij Mycale lid van de Delisch-Attische Zeebond en betaald een schatting van twaalf talenten per jaar, wat een indicatie is voor de buitengewone rijkdom van de stad. Het verbond met Athene verviel tijdens de Siciliaanse Expeditie. Een opstand werd in 411 v.Chr. gewelddadig door Athene neergeslagen. In 405 v.Chr werd Lampsacus door Lysander ingenomen voor Sparta, maar verviel enige tijd later weer aan de Perzen. In 362 v.Chr. werd Lampsacus weer een tijd autonoom. De goede betrekking met Athene koelde echter snel af. In 355 v.Chr. werd de stad door de Athener Chares veroverd.
In 334 v.Chr. werd Lampsacus veroverd door Alexander de Grote. In 196 v.Chr. verdedigde Rome de stad tegen Antiochus III de Grote waarna de stad verbonden werd met het Romeinse Rijk.